# امامزاده سید هارون
امامزاده سید هارون مربوط به سدهٔ ۷ ه‍.ق است و در شهرستان ساوه، ۱۲ کیلومتری جاده شوسه ساوه به باقرآباد واقع شده و این اثر در تاریخ ۱۴ مهر ۱۳۵۴ با شمارهٔ ثبت ۱۱۷۸ به‌عنوان یکی از آثار ملی ایران به ثبت رسیده است.

## نگارخانه

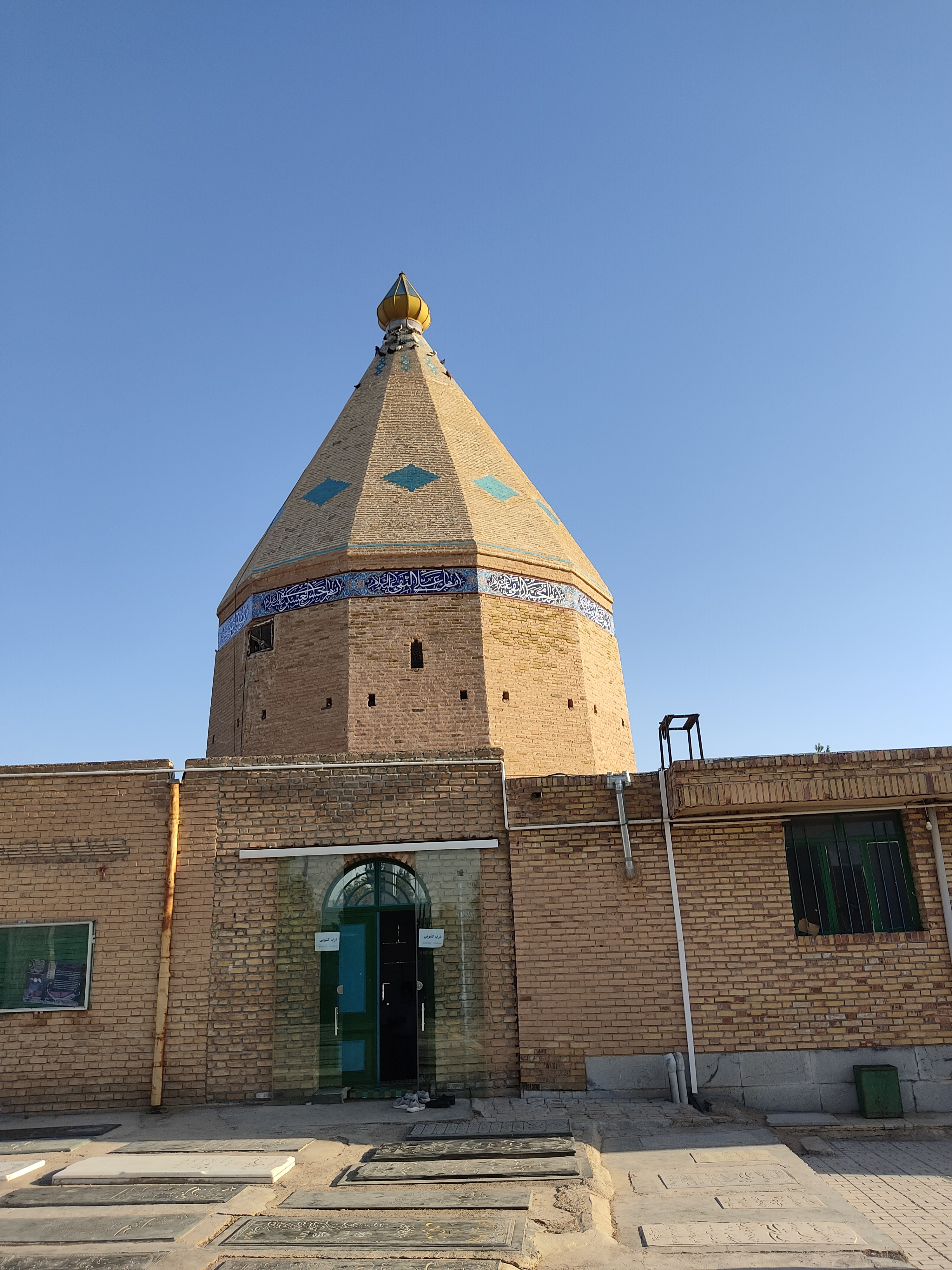
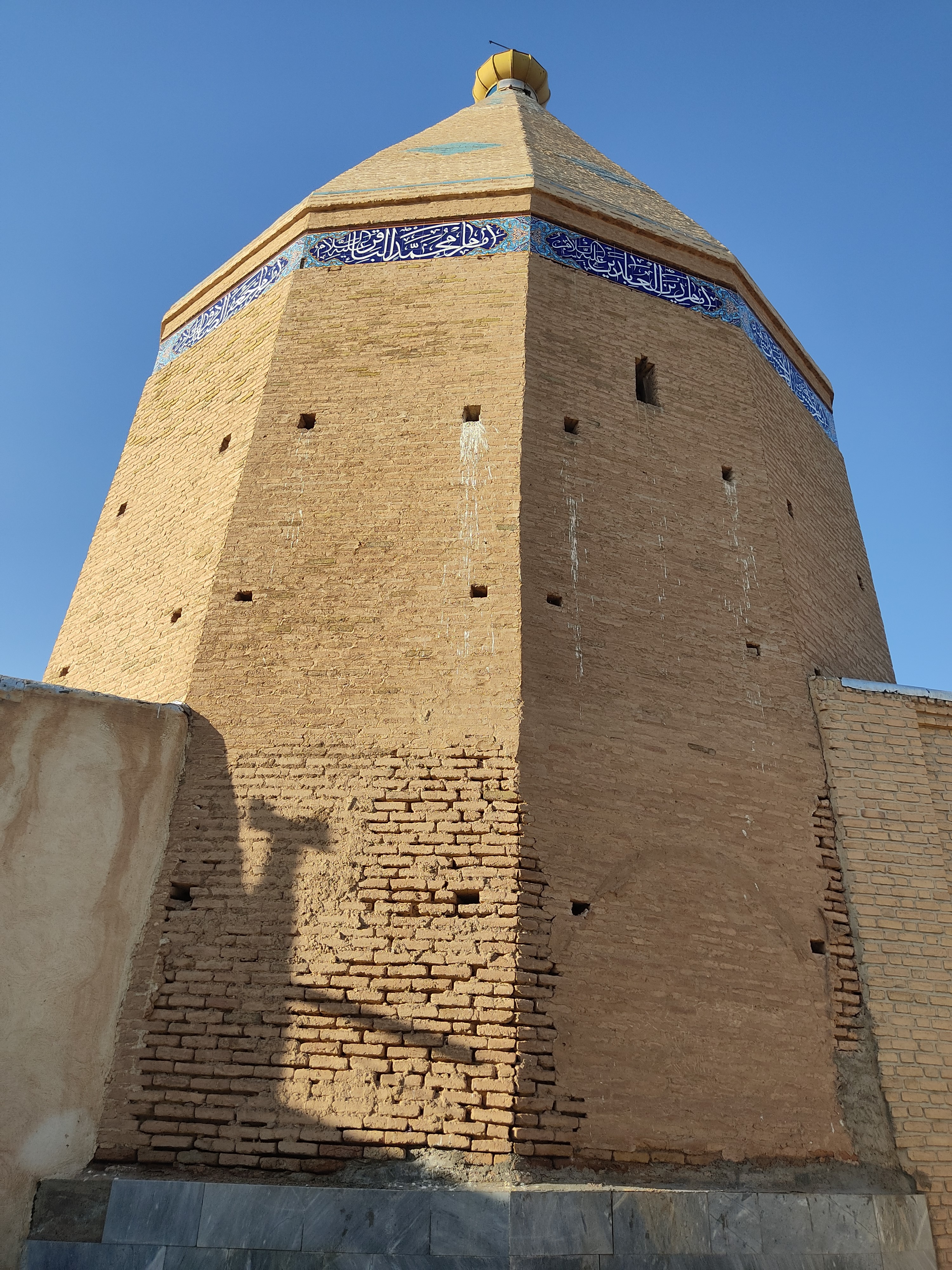
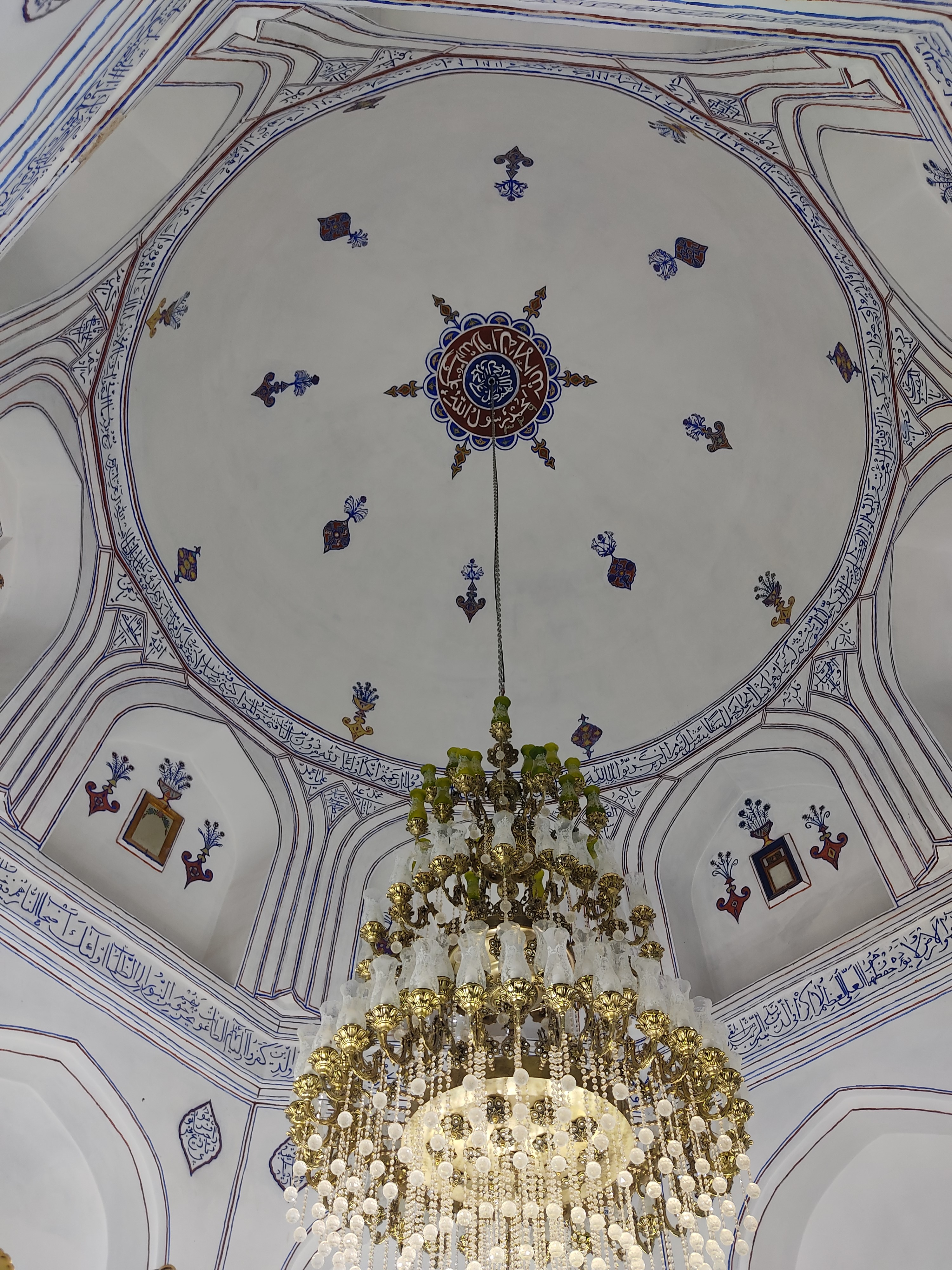
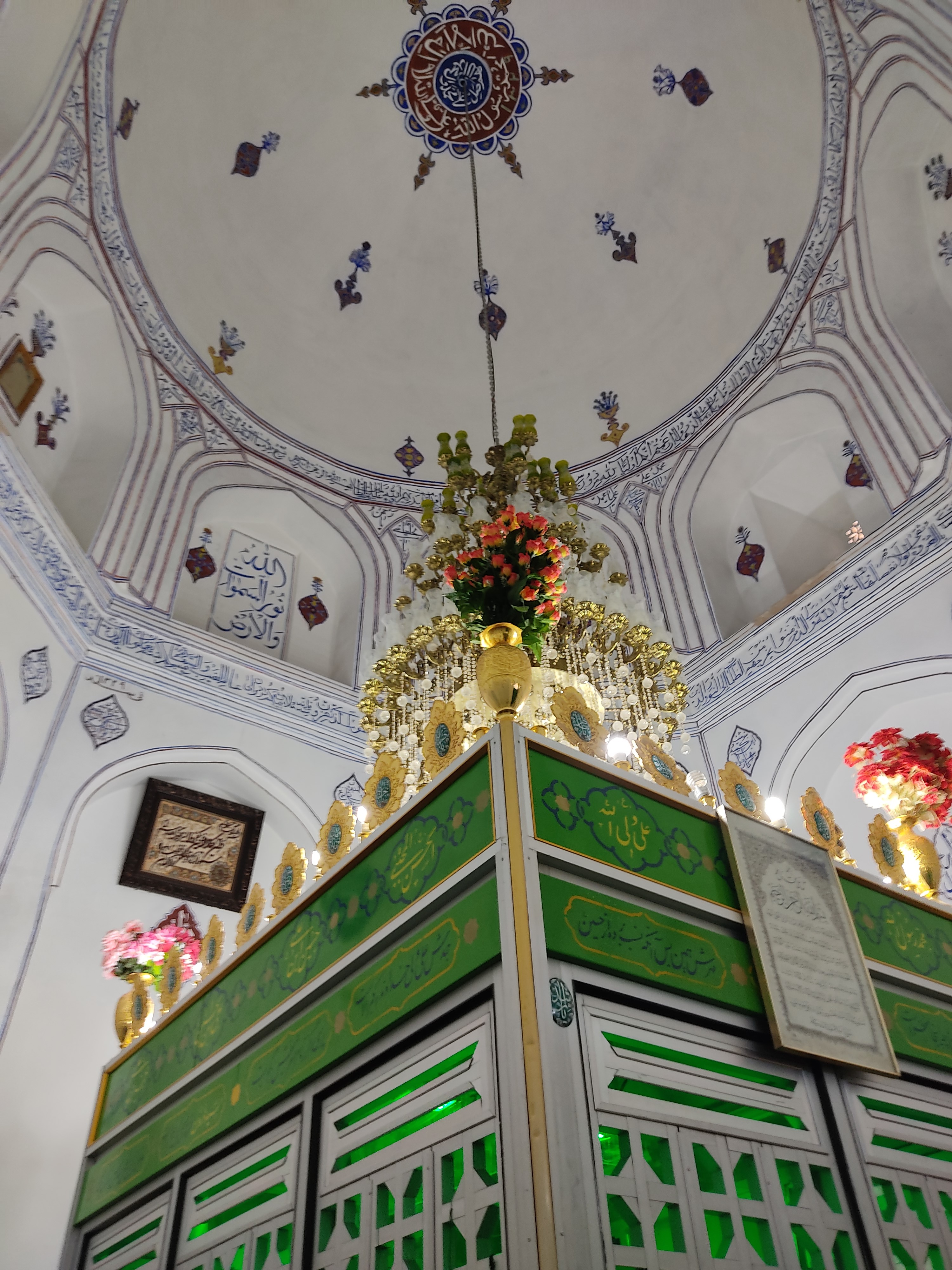
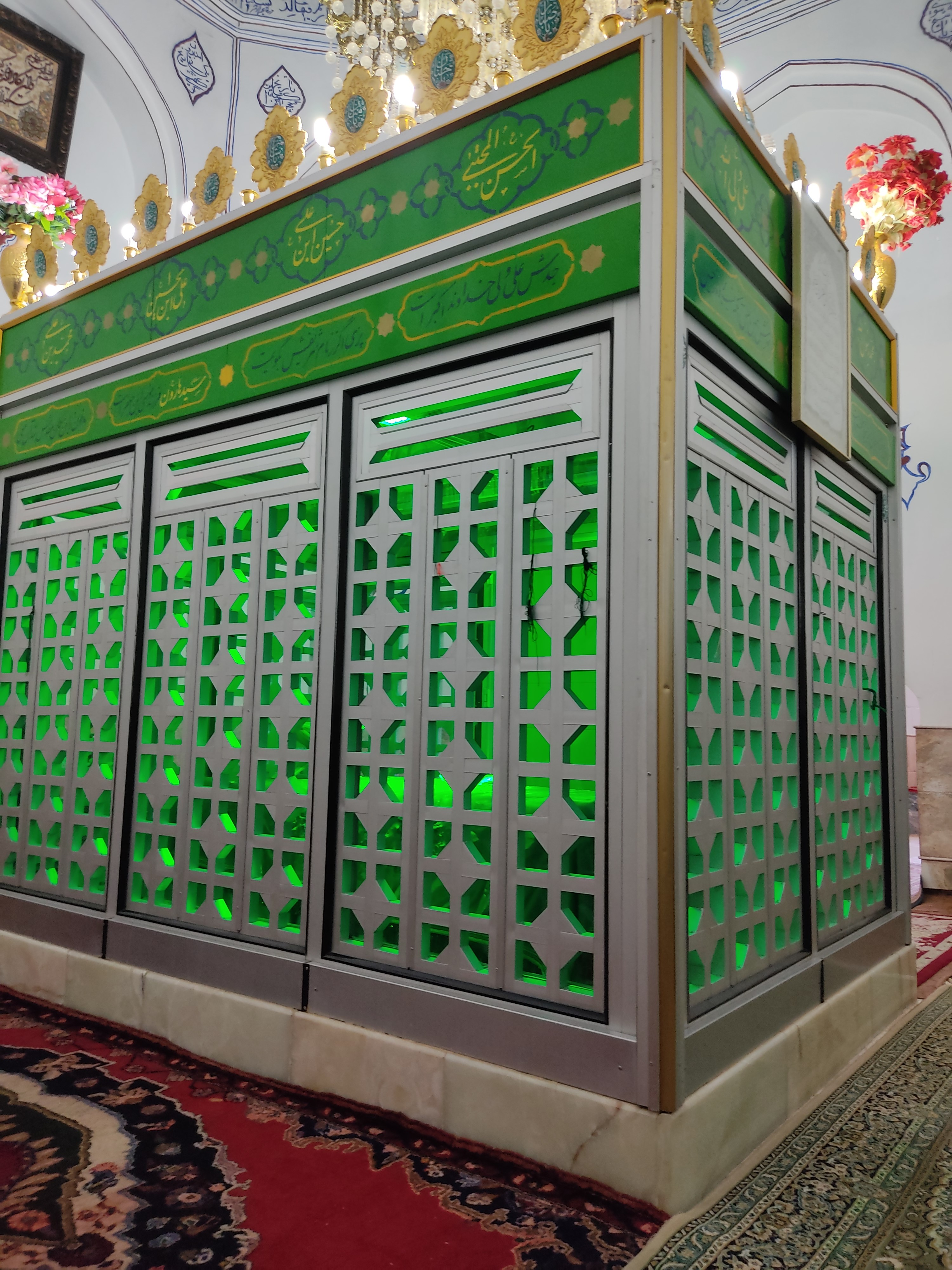